# Hennigsdorf
Hennigsdorf (pronunciación en alemán: /ˈhɛnɪçsˌdɔʁf/ⓘ) es un municipio situado en el distrito de Alto Havel, en el estado federado de Brandeburgo (Alemania), a una altura de 33 metros. Su población a finales de 2016 era de 16 000 habs. y su densidad poblacional, 800 hab/km².